# 布龙湖
布龙湖是一个位于中国内蒙古自治区鄂尔多斯市鄂托克旗阿尔巴斯苏木的湖泊，面积约为1.58平方千米，属于蒙新高原区。它的一级流域为内流区诸河，二级流域为鄂尔多斯内流区。
布龙湖全长16公里，是拦河蓄水而成的水面，省道乌银线穿坝而过，把湖区分为两部分，南部是13公里的大湖面区，可行驶快艇。北部是3公里的峡谷区。